# Karpaty Środkowomorawskie
Karpaty Środkowomorawskie (513.2; cz. Středomoravské Karpaty) – makroregion w Zewnętrznych Karpatach Zachodnich. Leży na Morawach w Czechach.
Łańcuch Karpat Środkowomorawskich jest izolowany od innych pasm górskich łańcucha karpackiego – ze wszystkich stron otaczają go obniżenia Podkarpacia Zachodniego: Obniżenie Dyjsko-Swrateckie, Brama Wyszkowska i Obniżenie Górnomorawskie. Na południu Brama Westonicka – odcinek doliny Dyi – dzieli je od pasma Karpat Austriacko-Morawskich.
Karpaty Środkowomorawskie mają charakter zrównanego fliszowego pogórza z wypreparowanymi twardzielcowymi grzbietami z wapienia jurajskiego. W skład Karpat Środkowomorawskich wchodzą:
- Las Żdanicki (cz. Ždánický Les, U Slepice – 438 m n.p.m.)
- Pogórze Litenczyckie (cz. Litenčická pahorkatina, Hradisko – 518 m n.p.m.)
- Chrziby (cz. Chřiby, Brdo – 587 m n.p.m.)
- Pogórze Kyjowskie (cz. Kyjovská pahorkatina, Babí lom – 417 m n.p.m.)

Pierwotną formacją roślinną Karpat Środkowomorawskich były lasy mieszane z przewagą buka i świerka. Obecnie Karpaty Środkowomorawskie są regionem intensywnego rolnictwa z uprawą winorośli, warzyw i owoców. Są też gęsto zaludnione.